# Cuộc đời mới

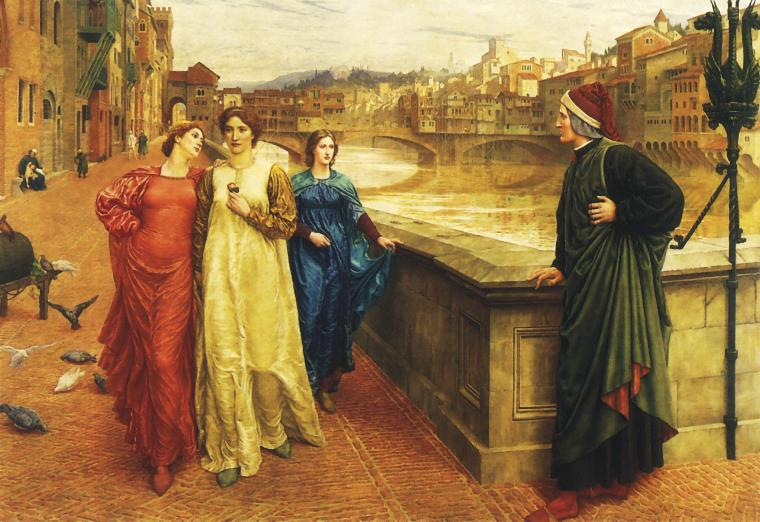
Dante và Beatrice (áo trắng)

Cuộc đời mới (tiếng Ý: La Vita Nuova) – là một tác phẩm của Dante Alighieri viết trong các năm 1283 – 1293. Đây là một tác phẩm viết về tình yêu theo phong cách prosimetrum – bao gồm cả thơ và văn xuôi xen kẽ. Ngoài ra, tác phẩm này còn là một trong những tác phẩm văn học sớm nhất viết bằng tiếng Ý (mà không phải tiếng Latinh) – "Cuộc đời mới" đã góp phần giúp hệ thống hóa các phương ngữ Toscana trong việc viết theo tiêu chuẩn Ý.

## Cấu trúc
Cuộc đời mới gồm 42 chương ngắn với lời bình, lời giải thích cho 25 bài sonetto, 1 bài ballada, 4 bài canzone và 1 bài canzone còn dở dang vì cái chết của Beatrice Portinari, tình yêu suốt đời của Dante.
Dante diễn giải mỗi bài thơ, đặt chúng trong bối cảnh của cuộc đời mình. Các bài thơ trong tác phẩm gồm có 3 phần: những câu chuyện ngắn bán tự truyện, những bài thơ trữ tình được Dante xuất khẩu thành thơ nhờ hoàn cảnh và các bài luận ngắn về các bài thơ.
Các bài thơ kể về tình yêu của Dante đối với Beatrice từ cái nhìn đầu tiên (khi Dante lên 9 tuổi và Beatrice lên 8 tuổi) cho đến khi nàng từ giã cõi đời và sự quyết tâm của Dante viết về "cái điều mà chưa bao giờ có ai từng nói như vậy về một người phụ nữ". Mỗi phần riêng biệt của bài bình luận tiếp tục phát triển khái niệm về tình yêu lãng mạn của Dante như là bước đầu tiên trong sự phát triển tâm linh dẫn đến một tình yêu thần thánh. Cách tiếp cận khác thường của Dante dựa trên kinh nghiệm cá nhân và các sự kiện, cách xưng hô với độc giả để tạo ra một tác phẩm bằng tiếng Ý chứ không phải tiếng Latin, tất cả những điều này là một bước ngoặt trong thơ ca châu Âu, khi mà nhiều nhà thơ khác đã từ bỏ hình thức cách điệu cao thượng và đi theo phong cách đơn giản.

## Tích cách

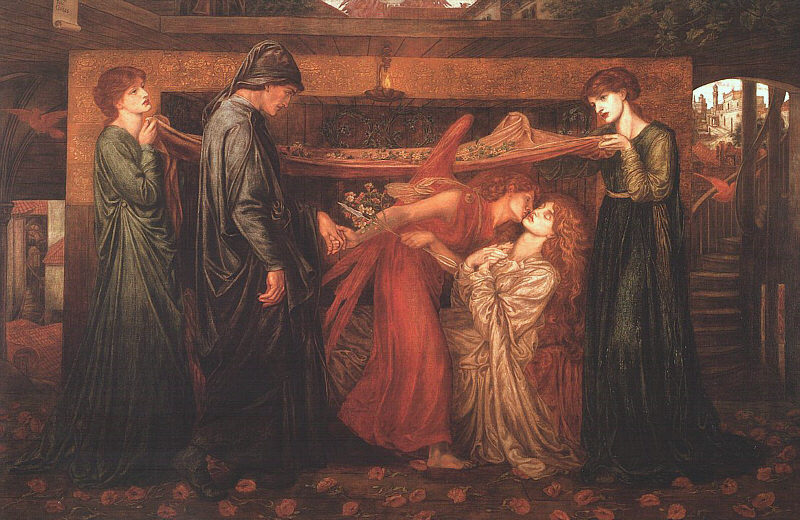
Dante Gabriel Rossetti, Dante của giấc mơ tại thời điểm cái chết của Beatrice

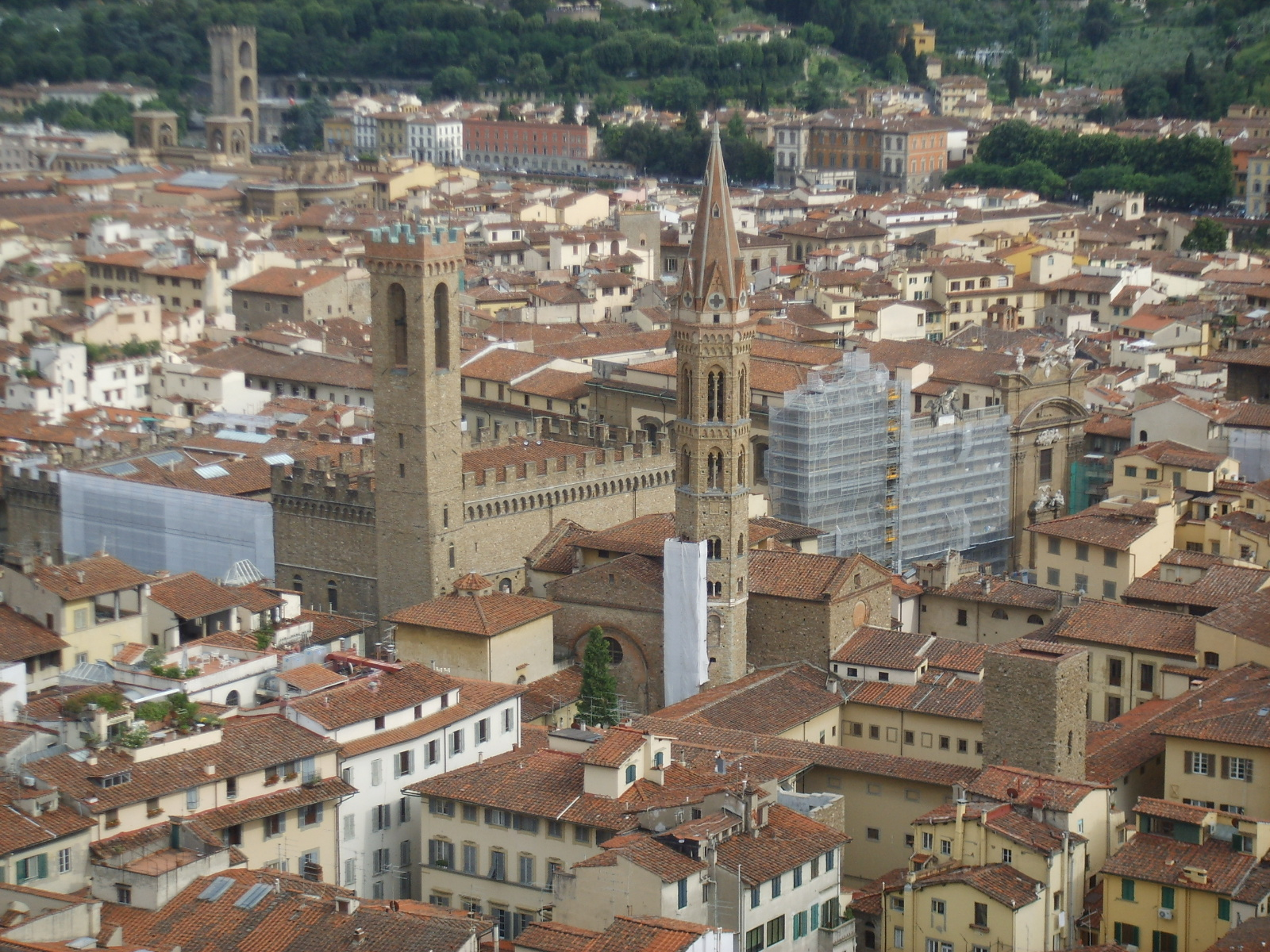
Nơi ngày xưa Dante và Beatrice gặp nhau

Dante muốn tập hợp và xuất bản các bài thơ tình dành cho Beatrice, giải thích bối cảnh của chúng và chỉ ra cấu trúc bình phẩm của mỗi bài thơ nhằm trợ giúp để đọc một cách kỹ lưỡng. Mặc dù kết quả là một bước ngoặt trong sự phát triển của cuốn tự truyện tình cảm (bước tiến quan trọng nhất kể từ Confessions của Thánh Augustine trong thế kỷ thứ 5), giống như tất cả văn học thời Trung Cổ, "Cuộc đời mới" khác xa so với tự truyện hiện đại. Tuy nhiên, Dante cùng với bạn đọc của mình đã quan tâm đến cảm xúc của tình yêu cao thượng và việc chúng được phát triển ra sao, làm thế nào để chúng được thể hiện trong thơ, làm thế nào để chúng tiết lộ những chân lý trí tuệ thường trực của thế giới do Chúa tạo ra và làm thế nào tình yêu có thể trao lời cầu nguyện cho linh hồn và làm cho nó được gần gũi hơn với Chúa.
Tên của những nhân vật trong tác phẩm, bao gồm cả Beatrice, không sử dụng tên họ hoặc bất kỳ chi tiết nào khác để có thể giúp cho người đọc nhận ra họ trong dân chúng Firenze. Chỉ có tên "Beatrice" được sử dụng, bởi vì đó vừa là tên thật vừa là tên biểu tượng của cô. Cuối cùng, tên và những nhân vật trong tác phẩm được dùng qua phép ẩn dụ.
Có truyền thuyết cho rằng: Cuộc đời mới là tự truyện giống như một "lời xưng tội" được viết ngay bên mộ của Beatrice.
Trong chương XXIV, Io mi senti' svegliar dentro a lo core (Tôi nghe ra trong tim đang thức tỉnh) Dante gặp với Tình yêu (hay Amor) và Tình yêu đề nghị nhà thơ hãy làm tất cả những gì tốt đẹp nhất để tôn vinh Tình yêu. 
| Io mi senti' svegliar dentro a lo core Un spirito amoroso che dormia: E poi vidi venir da lungi Amore Allegro sì, che appena il conoscia, Dicendo: "Or pensa pur di farmi onore"; E 'n ciascuna parola sua ridia. E poco stando meco il mio segnore, Guardando in quella parte onde venia, Io vidi monna Vanna e monna Bice Venire inver lo loco là 'v'io era, L'una appresso de l'altra miriviglia; E sì come la mente mi ridice, Amor mi disse: "Quell'è Primavera, E quell'ha nome Amor, sì mi somiglia." | Tôi nghe ra trong tim đang thức tỉnh Hồn của Tình yêu trong đó ngủ mê Sau đó Tình yêu tôi thấy từ xa Rất mừng vui, nhưng mà tôi nghi lắm. Tình nói rằng: "Để thời gian cúi xuống Trước mặt ta..." – và nghe thấy tiếng cười Nhưng mà tôi chỉ nghe chúa tể thôi Chỉ một người đôi mắt tôi hướng đến. Cô nương Vanna, cô nương Bice Là hai người tôi thấy khi gần lại Và ở đây có một sự diệu kỳ Khi trong ký ức của tôi giữ lại Tình yêu nói rằng: "Đây là Primavera Còn đây – Tình yêu, ta giống như người ấy. |

Dante không nêu tên mình trong La Vita Nuova. Ông đề cập đến Guido Cavalcanti là "người bạn đầu tiên của tôi", em gái của mình như một "cô nương trẻ và cao thượng..." là "người có quan hệ bà con thân thuộc", anh trai Beatrice tương tự như một "người bà con gần gũi với cô nương của tôi". Người đọc cảm thấy như được tham dự vào câu chuyện tình cảm của tác giả không nêu tên và những người xung quanh trong câu chuyện.
Cuộc đời mới là tác phẩm cần thiết cho sự hiểu biết về các tác phẩm khác của Dante, mà đặc biệt là "Thần khúc".
Kiệt tác này của Dante Alighieri đã được Hồ Thượng Tuy dịch và chú giải đầy đủ sang tiếng Việt từ năm 2004.